# Fontana d'Ercole (Palermo)
La fontana d'Ercole è una fontana di Palermo risalente al XIX secolo.
Situata alla fine del viale omonimo, che parallelamente al viale di Diana attraversa il parco della Favorita, la fontana è in puro stile neoclassico. Al centro troviamo una colonna dorica sormontata da una statua (restaurata) raffigurante l'eroe mitologico, copia dell'Ercole Farnese conservato al Museo archeologico nazionale di Napoli.
La decorazione della vasca è arricchita da quattro sfingi ed è dotata di un potente gioco d'acqua costituito da oltre 170 getti e quattro spruzzi da mascheroni scolpiti in marmo.